# Turmkirche

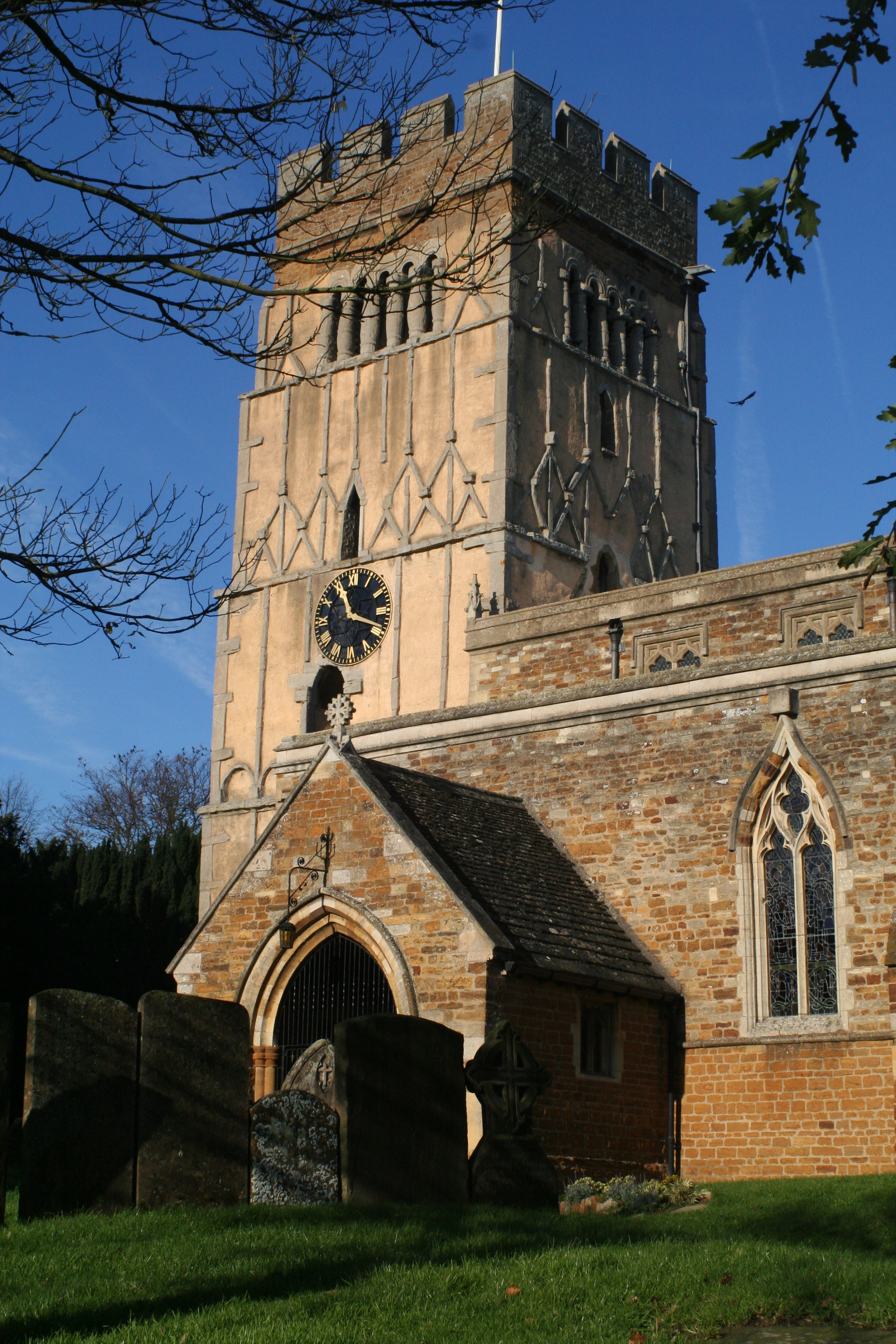
All Saints’ Church, Earls Barton, Northamptonshire, England, Turm Ende 9. Jahrhundert

Turmkirchen stellen eine besondere architektonische Form von Kirchengebäuden dar. Sie werden in der russischen Architektur als wichtigste Variante der Zeltdachkirche mit dem Turm als zentralem Element beschrieben. In der deutschen Literatur werden beide Bezeichnungen in Bezug auf die russischen Kirchen auch synonym verwendet. Nicht jede Zeltdachkirche hat jedoch einen Turm als zentrales Element, und nicht jede Turmkirche ist eine Zeltdachkirche.

## Westeuropa
In Westeuropa finden sich vor allem in Spanien und England Turmkirchen mit gedrungenem Turm, der einen kleinen Kirchensaal umschließt, an den gelegentlich ein Chor angebaut ist. Auch kann der Turm zwischen zwei rechteckigen Kirchenräumen stehen. Die vermutlich älteste dieser Kirchen, deren Wandgliederung als Übersetzung eines Holzbaus in den Steinbau gilt, befindet sich in Earls Barton.

## Russland
Insbesondere in Russland wurden bedeutende Turmkirchen wie die zweigeschossige Christi-Himmelfahrts-Kirche in Kolomenskoje, die erste russische kombinierte Kreuzkuppel- und Zeltdachkirche aus Stein (1532), oder die zentrale Mariä-Schutz-und-Fürbitte-Kirche der Basilius-Kathedrale errichtet, die zu den Meisterwerken der nationalen Baukunst zählen und die byzantinische Bautradition mit ihren gedrungenen, massigen Formen und Kuppeln ablösten. Der traditionelle byzantinische Typus der Kreuzkuppelkirche war im Norden Russlands bereits früher durch schlankere Formen abgelöst worden, die sich aber wegen der Tatareneinfälle nicht im Sinne der westeuropäischen Gotik weiterentwickelten.

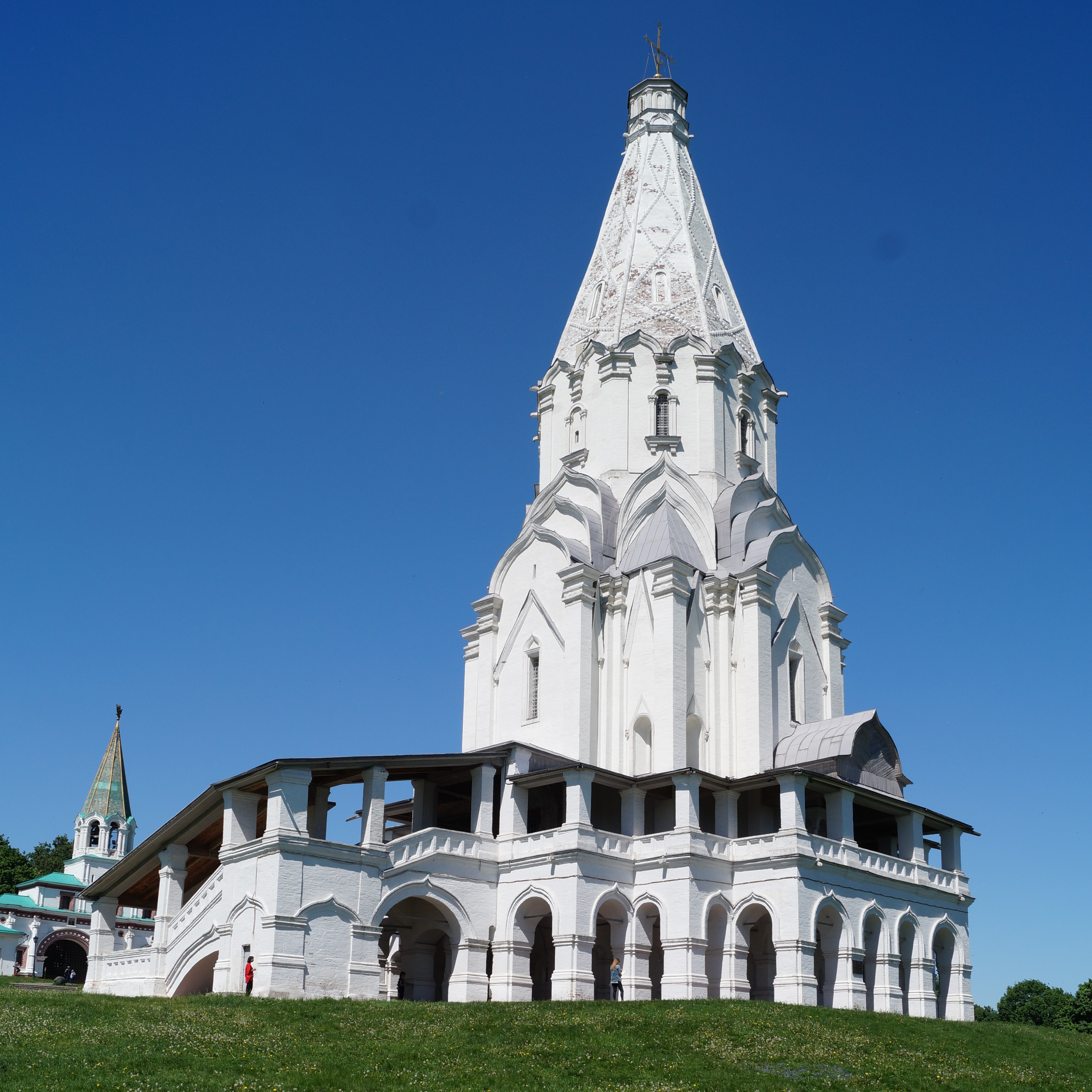
Christi-Himmelfahrts-Kirche in Kolomenskoje

Die russische Turmkirche des 16. Jahrhunderts wird als Zwischenform zwischen dem asiatischen und europäischen Kulturraum beschrieben; ihr vieleckiges zeltförmiges Dach wird auf die Holzkirchen Nordrusslands oder auf die Steppenzelte der Tataren zurückgeführt, die Ende des 16. Jahrhunderts nach Zerschlagung ihrer Khanate in das russische Reich integriert wurden. Zu den asiatischen Elementen werden außerdem die schuppenförmig angeordneten Dreiecksgiebel bzw. Kokoschniki und Rundbögen gezählt. Neben der Basiliuskathedrale wird die Turmkirche in Kolomenskoje zu den Meisterwerken der nationalen Baukunst gezählt.

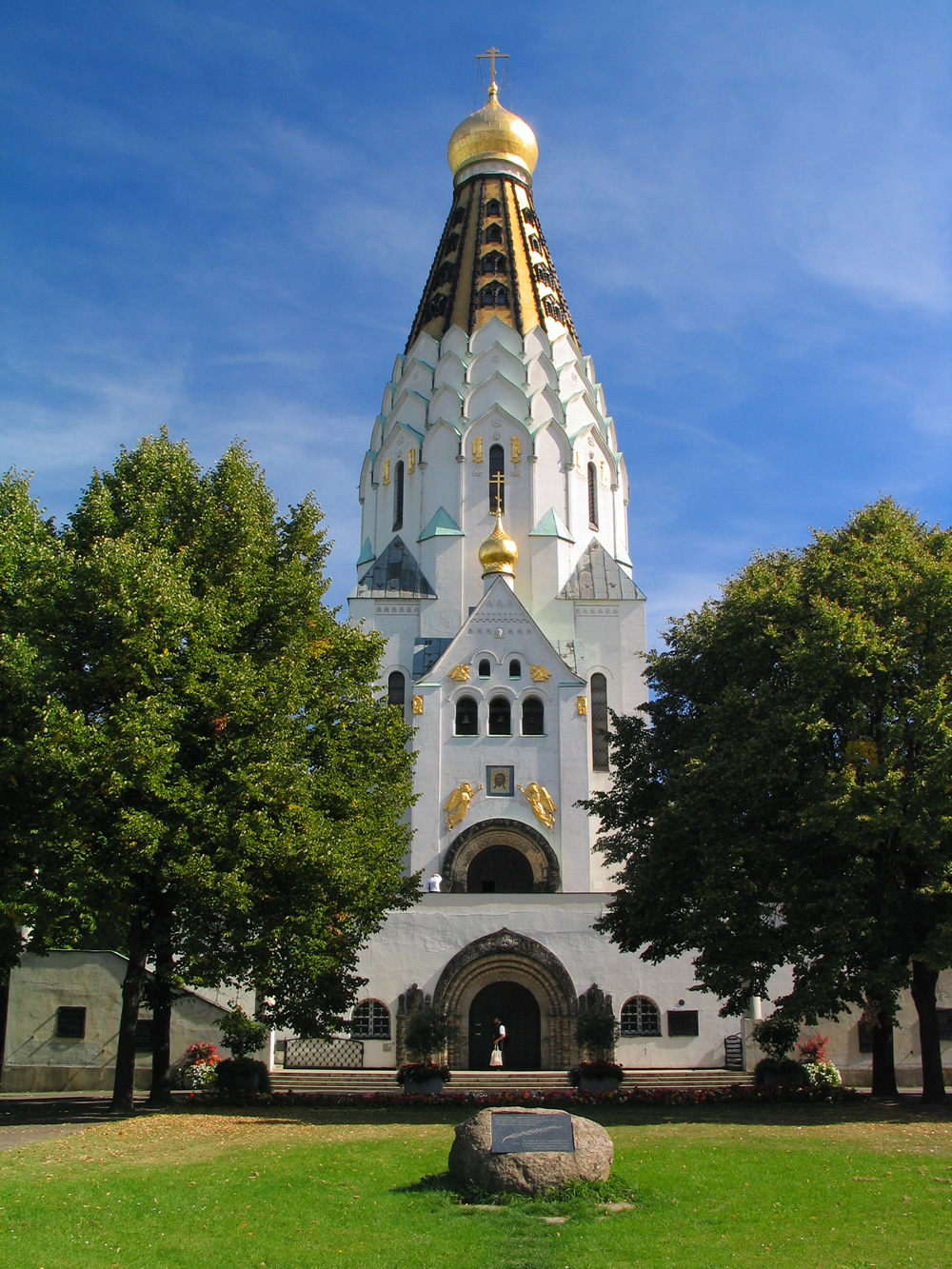
Russische Turmkirche in Leipzig

Die bekannte 34 Meter hohe mehrstufige hölzerne Tichwin-Kirche von Torschok im Oblast Twer (1717) hat einen offenen Dachstuhl; der Blick nach oben ist nicht durch einen sog. „Himmel“ begrenzt.

## Deutschland
In Deutschland wurde in Leipzig mit der Russischen Gedächtniskirche eine Turmkirche nach russischen Vorbildern des 16. Jahrhunderts errichtet. Sie wurde 1913 im Gedenken an die in der Völkerschlacht gefallenen russischen Soldaten erbaut und der Kirche in Kolomenskoje nachempfunden.